# Mark Watt
Mark Robert James Watt (* 29. Juli 1996 in Edinburgh, Vereinigtes Königreich) ist ein schottischer Cricketspieler, der seit 2015 für die schottische Nationalmannschaft spielt.

## Kindheit und Ausbildung
Watt war Teil der schottischen Vertretung bei der ICC U19-Cricket-Weltmeisterschaft 2014.

## Aktive Karriere
Watt gab sein Debüt in der im Juni 2015 in der Twenty20-Serie in Irland. Im Monat darauf erzielte er beim ICC World Twenty20 Qualifier 2015 gegen die Vereinigten Arabischen Emirate drei Wickets (3/28). Im Februar 206 reiste er mit dem Team in die Vereinigten Arabischen Emirate und erzielte dort gegen die Niederlande 5 Wickets für 27 Runs und wurde dafür als Spieler des Spiels ausgezeichnet. Beim darauf stattfindenden ICC World Twenty20 2016 gelangen ihm unter anderem zwei wickets (2/21) gegen Simbabwe. Im September folge dann gegen Hongkong sein ODI-Debüt. Gegen Papua-Neuguinea im September 2017 konnte er abermals drei Wickets erreichen (3/21). In der Saison 2018 folgten erneut drei Wickets (3/55) bei dem ersten Sieg Schottlands über England. Während eines Vier-Nationen-Turniers im Oman im folgenden Februar erreichte er gegen Irland (3/26) und den Gastgeber (3/20) jeweils drei Wickets. Zum Beginn der Saison 2019/20 erreichte er gegen Irland in einem Twenty20 erneut drei Wickets (3/38). Daraufhin folgte der ICC Men’s T20 World Cup Qualifier 2019, wo er zunächst in der Vorrunde mit drei Wickets (3/18) gegen die Niederlande beisteuerte. Im entscheidenden Spiel gegen die Vereinigten Arabischen Emirate erzielte er dann ebenfalls drei Wickets (3/21), womit sich Schottland für die Weltmeisterschaft qualifizieren konnte. Bei einem darauf folgenden Drei-Nationen-Turnier in den Vereinigten Arabischen Emiraten erzielte er gegen die Vereinigten Staaten je ein Mal vier (4/42) und drei (3/33) Wickets.
Er wurde dann in den Kader für den ICC Men’s T20 World Cup 2021 berufen und kam bei allen Spielen zum Einsatz. In der Saison 2022 gelang ihm in einem heimischen Drei-Nationen-Turnier drei Wickets (3/19) gegen Namibia. In einem weiteren Turnier gelangen ihm kurz darauf ein Mal vier (4/30) und ein Mal fünf Wickets (5/33) gegen die Vereinigten Arabischen Emirate. Abermals im Kader für den ICC Men’s T20 World Cup 2022 gelangen ihm dort 3 Wickets für 12 Runs beim Sieg gegen die West Indies. Nach dem Turnier reiste er mit dem Team nach Namibia für ein Drei-Nationen-Turnier und erzielte dort gegen den Gastgeber drei Wickets (3/28). Im Februar reiste das Team weiter nach Nepal, wobei er dort gegen Namibia ein Mal drei Wickets (3/30) und ein Mal vier Wickets (4/41) erreichte und gegen den Gastgeber zwei Mal drei Wickets (3/43 und 3/29). Für die Saison 2023 unterschrieb er für Derbyshire im englischen Cricket für alle Formate, nachdem er zuvor nur Kurzzeit-Verträge mit ihnen hatte. Beim ICC Cricket World Cup Qualifier 2023 erzielte er gegen Sri Lanka drei Wickets (3/52), was jedoch nicht zum Sieg ausreichte. So verpasste Schottland knapp die Qualifikation für den Cricket World Cup 2023. In der folgenden Europa-Qualifikation für die nächsten Twenty20-Weltmeisterschaft konnte er gegen Jersey herausragen, als ihm 4 Wickets für 21 runs gelangen und er zum Spieler des Spiels ausgezeichnet wurde. Nachdem er im März 2024 in den Vereinigten Arabischen Emiraten in der Twenty20-Serie ein 3 Wickets für 11 Runs erreicht hatte, wurde er für den ICC Men’s T20 World Cup 2024 nominiert. Dort gelangen ihm zwei Wickets (2/34) gegen Australien, was jedoch nicht für einen Sieg reichte und so schied das Team in der Vorrunde aus.